# Gullkista
Gullkista är en bergstopp i republiken Island. Den ligger i regionen Suðurland, 60 km öster om huvudstaden Reykjavík. Toppen på Gullkista är 681 meter över havet.
Trakten runt Gullkista är nära nog obefolkad, med mindre än två invånare per kvadratkilometer. Närmaste större samhälle är Reykholt, omkring 16 kilometer sydost om Gullkista. Trakten runt Gullkista består i huvudsak av gräsmarker.